# كينسوكي تسوكودا
كينْسوكي تسوكودَ (باليابانية: 佃 賢典) (مواليد 28 يونيو 1977)، هو لاعب كرة قدم ياباني سابق كان يلعب كمدافع.

## وصلات خارجية
- كينسوكي تسوكودا على موقع رابطة كرة القدم اليابانية للمحترفين (اليابانية)
- كينسوكي تسوكودا على موقع عالم كرة القدم.نت (الإنجليزية)